# فرودگاه بین‌المللی برونئی

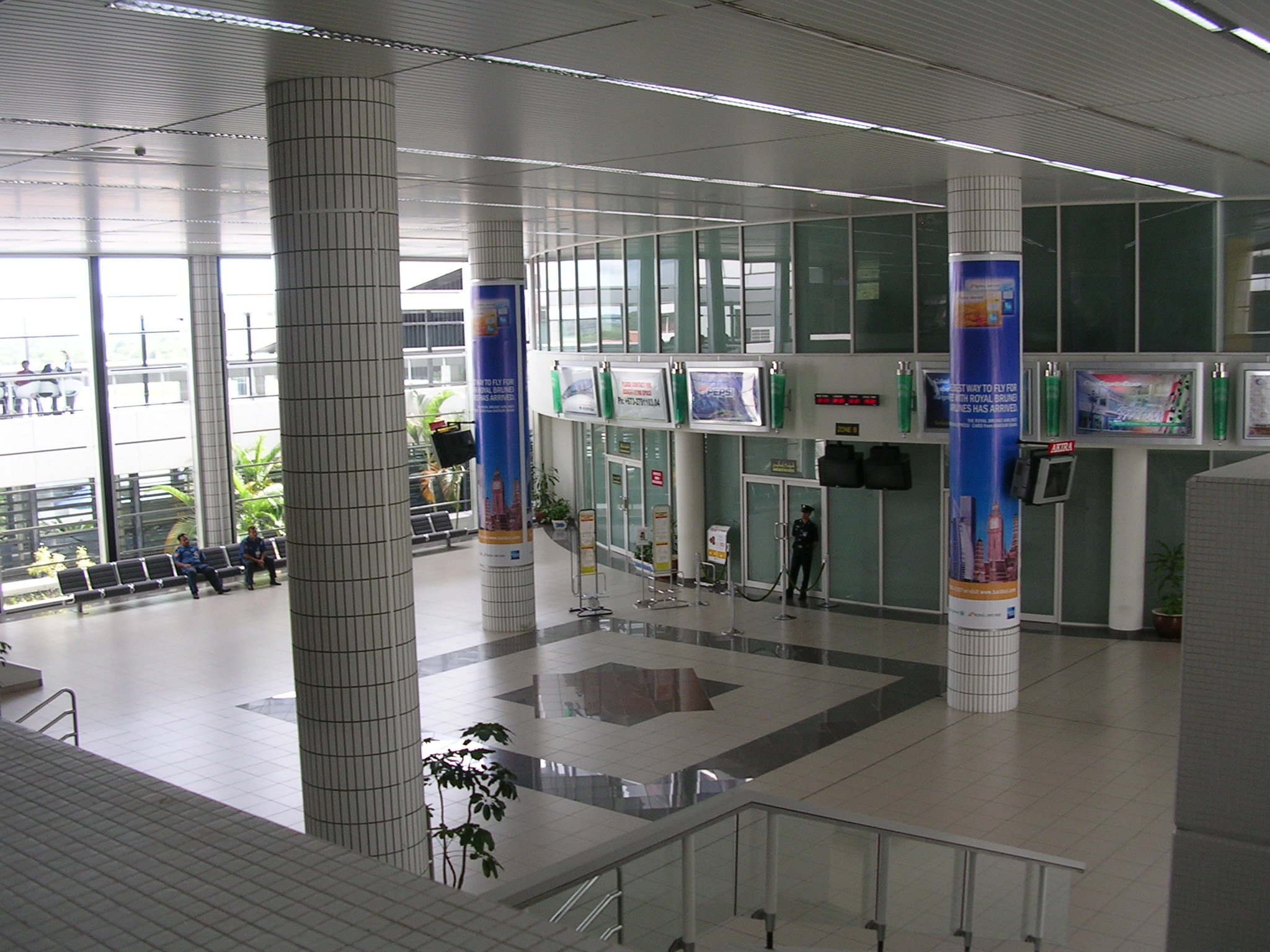
منطقه عزیمت در فرودگاه بین‌المللی برونئی

فرودگاه بین‌المللی برونئی (به انگلیسی: Brunei International Airport) یک فرودگاه همگانی با کد یاتا BWN است . این فرودگاه در شهر بندر سری بگاوان کشور برونئی قرار دارد و در ارتفاع ۲۲ متری از سطح دریا واقع شده‌است.

## شرکت‌های هواپیمایی و مقصدهای پروازی
| شرکت‌های هواپیمایی                  | مقصدهای پروازی |
| ---------------------------------- | --- |
| ایرآسیا                            | کوالالامپور |
| سبو پسیفیک                         | نینوی آکوئینو |
| Lucky Air                          | کونمینگ چانگشوی, نانینگ ووژو |
| مالزی ایرلاینز                     | کوالالامپور |
| رویال برونئی                       | سووارنابومی، انگوراه رای، دوبی، تان سون نهات، هنگ کنگ، سوئکارنو-هتا، کوتا کینابالو، کوالالامپور، هیترو لندن، نینوی آکوئینو، ملبورن، شانگهای پودنگ، چانگی سنگاپور، جواندا، ژنگژو سین‌ژنگ چارتر: شی‌آن شیان‌یانگ فصلی: ملک عبدالعزیز |
| سنگاپور ایرلاینز                   | چانگی سنگاپور |
| سنگاپور ایرلاینز اجرا توسط سیلک‌ایر | چانگی سنگاپور |